# Zatrucie
Zatrucie – zespół objawów chorobowych wywołanych działaniem na organizm substancji trującej podanej w szkodliwej dla niego dawce. Substancje szkodliwe mogą być połknięte, wdychane, wstrzyknięte lub mogą wchłonąć się przez skórę. Każda substancja może być trująca, jeśli zażyje się jej zbyt dużo.
Trucizny mogą obejmować:
- leki przyjmowane w zbyt dużych dawkach
- przedawkowanie narkotyków
- tlenek węgla z urządzeń grzewczych
- pestycydy
- produkty gospodarstwa domowego, np. proszek do prania, pasta do podłóg
- metale takie jak: rtęć i ołów

Można dokonać podziału zatruć według różnych kryteriów:
- czasu działania substancji toksycznej:
  - zatrucie ostre
  - zatrucie przewlekłe
- przyczyny wystąpienia zatrucia:
  - zatrucie przypadkowe (omyłkowe przyjęcie trucizny, skażenie środowiska)
  - zatrucie umyślne (zbrodnicze, samobójcze, samozatrucie bez zamiaru popełnienia samobójstwa, egzekucja)
  - zatrucie chorobowe (bakteryjne, ciążowe)
  - zatrucie przemysłowe (skażenie środowiska pracy).

Podstawowe zasady leczenia zatruć:
- usunięcie z organizmu niewchłoniętej trucizny lub toksyny albo niedopuszczenie do jej wchłonięcia
- usunięcie już wchłoniętej trucizny lub toksyny z organizmu (lub przyspieszenie jej wydalania)
- zastosowanie odtrutki
- zapobieganie następstwom toksycznego działania trucizny
- leczenie następstw toksycznego działania trucizny.

## Leczenie
Jeśli istnieje podejrzenie, że dana osoba została narażona na działanie trucizny, konieczna jest pomoc medyczna w celu ustalenia odpowiedniego leczenia. Jeśli doszło do podejrzenia zatrucia, ale osoba jest przytomna i czujna, zaleca się skontaktowanie się z lokalnym centrum informacji o zatruciach. Jeśli osoba upadła lub ma trudności z oddychaniem, wymagana jest pomoc medyczna w nagłych wypadkach. Aby pomóc personelowi medycznemu, opisz objawy osoby, wiek, wagę, inne przyjmowane leki oraz wszelkie informacje dotyczące trucizny. Spróbuj określić ilość spożytej i jak długo dana osoba była na nie narażona. Jeśli to możliwe, miej pod ręką butelkę tabletek, opakowanie leku lub inny podejrzany pojemnik.